# Madone grecque
La Madone grecque est une peinture a tempera sur panneau réalisée vers 1460-1470 par Giovanni Bellini. Elle est nommée ainsi d'après les monogrammes grecs en haut à gauche et en haut à droite, et au regard de l'influence qu'ont eu les icônes byzantines sur la peinture. L'Enfant Jésus tient une pomme d'or, peut-être une allusion au Jugement de Pâris et à Marie comme "nouvelle Vénus".

## Historique
Des examens infrarouges lors de la restauration ont révélé la préparation du panneau avec de la colle et du plâtre ainsi que le clair-obscur du dessin sous-jacent, tous deux typiques de Bellini et également mentionnés dans l'ouvrage de Paolo Pino de 1548, Dialogo di pittura.
Lorsque les troupes françaises envahirent Venise à la fin du 18e siècle, la peinture se trouvait dans les bureaux de la Regulatori di Scrittura au Palais des Doges. L'oeuvre a été confisquée et, en 1808, attribuée à la nouvelle Pinacothèque de Brera à Milan, où elle se trouve toujours.